# Balanza de pagos
La balanza de pagos es un estado comparativo de todas las transacciones monetarias producidas entre un país y el resto del mundo durante un periodo determinado.
Estas transacciones pueden incluir pagos por las exportaciones e importaciones del país de bienes, servicios, capital financiero y transferencias financieras. La balanza de pagos contabiliza de manera resumida las transacciones internacionales para un período específico, normalmente un año natural, y se prepara en una sola divisa, típicamente la divisa doméstica del país concernido. Las fuentes de fondos para un país, como las exportaciones o los ingresos por préstamos e inversiones, se registran en datos positivos. La utilización de fondos, como las importaciones o la inversión en países extranjeros, se registran como datos negativos.
Cuando todos los componentes de la balanza de pagos se incluyen, el total debe sumar cero, sin posibilidad de que exista un superávit o déficit. Por ejemplo, si un país está importando más de lo que exporta, su balanza comercial (exportaciones menos importaciones) estará en déficit, pero la falta de fondos en esta cuenta será contrarrestada por otras vías, como los fondos obtenidos a través de la inversión extranjera, la disminución de las reservas del banco central o la obtención de préstamos de otros países.
Si bien la cuenta de la balanza de pagos general siempre tiene que estar en equilibrio cuando todos los tipos de pagos son incluidos, es posible que existan desequilibrios en las cuentas individuales que forman la balanza de pagos, como la cuenta corriente, la cuenta de capital o la financiera excluyendo la cuenta de la variación de reservas del banco central, o la suma de las tres. Un desequilibrio en la última suma puede resultar en un país superavitario que acumule riqueza, mientras que una nación deficitaria puede devenir progresivamente endeudada. El término "balance de pagos" a menudo se refiere a esta suma: se dice que existe superávit de la balanza de pagos (equivalentemente, la balanza de pagos es positiva) por un determinado importe si las fuentes de fondos (como las exportaciones de bienes y bonos vendidos) exceden el uso de esos fondos (como el pago por bienes importados y el pago por la compra de bonos extranjeros) por ese importe. Se dice que hay un déficit de la balanza de pagos (la balanza de pagos es negativa) si ocurre el fenómeno inverso.
En un sistema de tipo de cambio fijo, el banco central acomoda esos flujos mediante la compra de cualquier flujo de fondos que entra en el país o a través de la provisión de fondos en divisa extranjera en los mercados financieros internacionales, de modo que haga coincidir cualquier salida de capitales al exterior, previniendo así que los flujos de fondos puedan afectar al tipo de cambio entre la divisa del país y otras divisas. Así, el cambio neto anual en las reservas de divisas extranjeras del banco central se denomina en ocasiones superávit o déficit de balanza de pagos. Existen alternativas a los sistemas de tipo de cambio fijo, como un régimen de gestión flotante donde se permiten ciertos cambios en los tipos de cambio, o en el otro extremo un sistema de cambio flotante puro (también conocido como tipo de cambio puramente flexible). Con un sistema de cambio flotante puro, el banco central no tiene necesidad de intervenir para proteger o devaluar su divisa, permitiendo que su tipo sea fijado por el mercado, y las reservas de divisas del banco central no se alteran.
Históricamente, han existido diferentes enfoques para la cuestión de cómo o incluso si sería necesario eliminar los desequilibrios de cuenta corriente.

## Estructura de la balanza de pagos
La balanza de pagos (BP) se estructura en cuatro subdivisiones:
- Cuenta corriente.
- Cuenta de capital.
- Cuenta financiera.
- Cuenta de errores y omisiones.

### Cuenta corriente
"El articulo  302 de la Ley General de Títulos y Operaciones de Crédito proporciona el concepto a saber en virtud del contrato de cuenta corriente en donde los créditos derivados de las mesas reciprocas de las partes se anotan como partidas de abono o de cargo en una cuenta y solo el saldo que resulte a la clausura de la cuenta constituye un crédito exigible y disponible"
Ahora bien, aplicado al ejercicio de importación y exportación la cuenta corriente registra los cobros, pagos y remuneraciones procedentes del comercio de bienes y servicios y las rentas en forma de beneficios, intereses y dividendos obtenidos del capital invertido en otro país. La compraventa de bienes se registrará en la balanza comercial, los servicios en la balanza de servicios, los beneficios en la balanza de rentas y las transferencias de dinero en la balanza de transferencias.
La balanza por cuenta corriente estará dividida en dos secciones. La primera es conocida como balanza visible y la compone íntegramente la «balanza comercial». La segunda sección se llama balanza invisible y está compuesta por la balanza de servicios, rentas y por la balanza de transferencias. 

#### Cuenta de bienes y servicios
De acuerdo al VI Manual de la Balanza de Pagos y Posición de Inversión Internacional del FMI, la balanza de bienes y la de servicios, anteriormente separadas, pasan a agruparse en una cuenta denominada "cuenta de bienes y servicios", con dos subcuentas, una para cada transacción.
La cuenta de bienes, también llamada balanza «comercial» o «de mercancías», utiliza como fuente de información básica los datos recogidos por el Departamento de Aduanas de la Agencia Tributaria. En ella se registran los pagos y cobros procedentes de las importaciones y exportaciones de bienes tangibles, como pueden ser los automóviles, la vestimenta o la alimentación.
Un dato a tener en cuenta es que las importaciones y exportaciones en la balanza de pagos tienen que aparecer con valoración «FOB para la exportación» y «CIF para la importación», que es como las elaboran las aduanas. Los precios FOB (Freight On Board) se diferencian de los precios CIF (Cost, Insurance and Freight) en que estos últimos incluyen el flete y los seguros. Al elaborar la balanza de pagos, los fletes y los seguros tienen que ser contabilizados como servicios y no como mercancías.
La cuenta de servicios recogerá todos los ingresos y pagos derivados de la compraventa de servicios prestados entre los residentes de un país y los residentes de otro, siempre que no sean factores de producción (trabajo y capital) ya que estos últimos forman parte de las rentas. Los servicios son:
- Turismo y viajes, que recoge los servicios y los bienes adquiridos en una economía por viajeros, por tanto no sólo engloba la prestación de servicios, sino que también recoge las mercancías consumidas como mayor importe del apartado, se considera que dichos productos, a pesar de no ser enviados a otro país, son consumidos por los residentes extranjeros que vienen a visitar un país. Como resulta imposible a veces determinar que es una venta de producto y que es una prestación de servicios, siempre se engloba todo esto dentro de la partida de servicios.
- Transportes, en el que se incluyen tanto los cobros como los pagos realizados en concepto de fletes como cualquier otro gasto de transporte (por ejemplo los seguros). Es una partida importante, dado que muchos países se dedican a transportar mercancías entre terceros.
- Comunicaciones, recoge los servicios postales, correo electrónico, etc.
- Construcción.
- Seguros, se estima por la diferencia entre los ingresos por primas y los pagos de indemnizaciones.
- Servicios financieros, comprende los servicios de intermediación financiera, que entre otros incluye las comisiones de obtención y colocación de fondos, transferencias, pago, cambio de moneda, etc.
- Servicios informáticos y de información, como son los de asesoría y configuración de equipos informáticos, reparación de los mismos, servicios de desarrollo de software, agencias de noticias, reportajes, crónicas de prensa, etc.
- Servicios prestados a las empresas, tales como servicios comerciales y leasing operativo
- Servicios personales, culturales y recreativos
- Servicios gubernamentales, que comprende los cobros y pagos relacionados con embajadas, consulados, representaciones de organismos internacionales, unidades militares, etc.
- Royalties y rentas de la propiedad inmaterial.

#### Cuenta de rentas primarias
La cuenta de rentas primarias, o balanza de servicios factorial, o renta de factores, recoge los ingresos y pagos registrados en un país, en concepto de intereses, dividendos o beneficios generados por los factores de producción (trabajo y capital), o lo que es lo mismo, de inversiones realizadas por los residentes de un país en el resto del mundo o por los no residentes en el propio país.
Los ingresos son las rentas recibidas por los poseedores de los factores de producción que son residentes y están invertidos en el extranjero, mientras que los pagos son las rentas que se entregan a los no residentes poseedores de los factores de producción y que están invertidos en el propio país. Las rentas del trabajo recogen la remuneración de trabajadores transfronterizos ya sean estacionales o temporales.

#### Cuenta de rentas secundarias
En la cuenta de rentas secundarias (anteriormente, "de transferencias corrientes"), se registrarán las transacciones sin contrapartida recibidas o pagadas al exterior. Estas transferencias normalmente son de tipo donativo o premio y pueden ser tanto públicas (ej: donaciones entre gobiernos) o privadas (ejemplo: remesas que los emigrantes envían a sus países de origen)
La principal problemática que presenta la cuenta de rentas secundarias, es que a veces resulta complicado determinar qué transferencias forman parte de esta cuenta corriente y cuáles son parte de la cuenta de capital. Se considerarán transferencias de cuenta corriente las remesas de los emigrantes, los impuestos, las donaciones, premios artísticos, premios científicos, premios de juegos de azar y la ayuda internacional transferida en forma de donación.

### Cuenta de capital
Componente de la  Balanza De Pagos que muestra el cambio en los activos del país en el extranjero y de los activos extranjeros en el país, diferentes a los activos de reserva oficial. Esta cuenta incluye inversiones directas, la Compra o Venta de valores extranjeros y los pasivos, bancarios y no bancarios, con extranjeros por parte del país durante el año.
En ésta se recogen las transferencias de capital y la adquisición de activos no financieros no producidos (terrenos y recursos del subsuelo). Las transferencias de capital engloban todas aquellas transferencias que tienen como finalidad la financiación de un bien de inversión, entre ellas se incluyen las recibidas de organismos internacionales con el fin de construir infraestructuras.

### Cuenta financiera

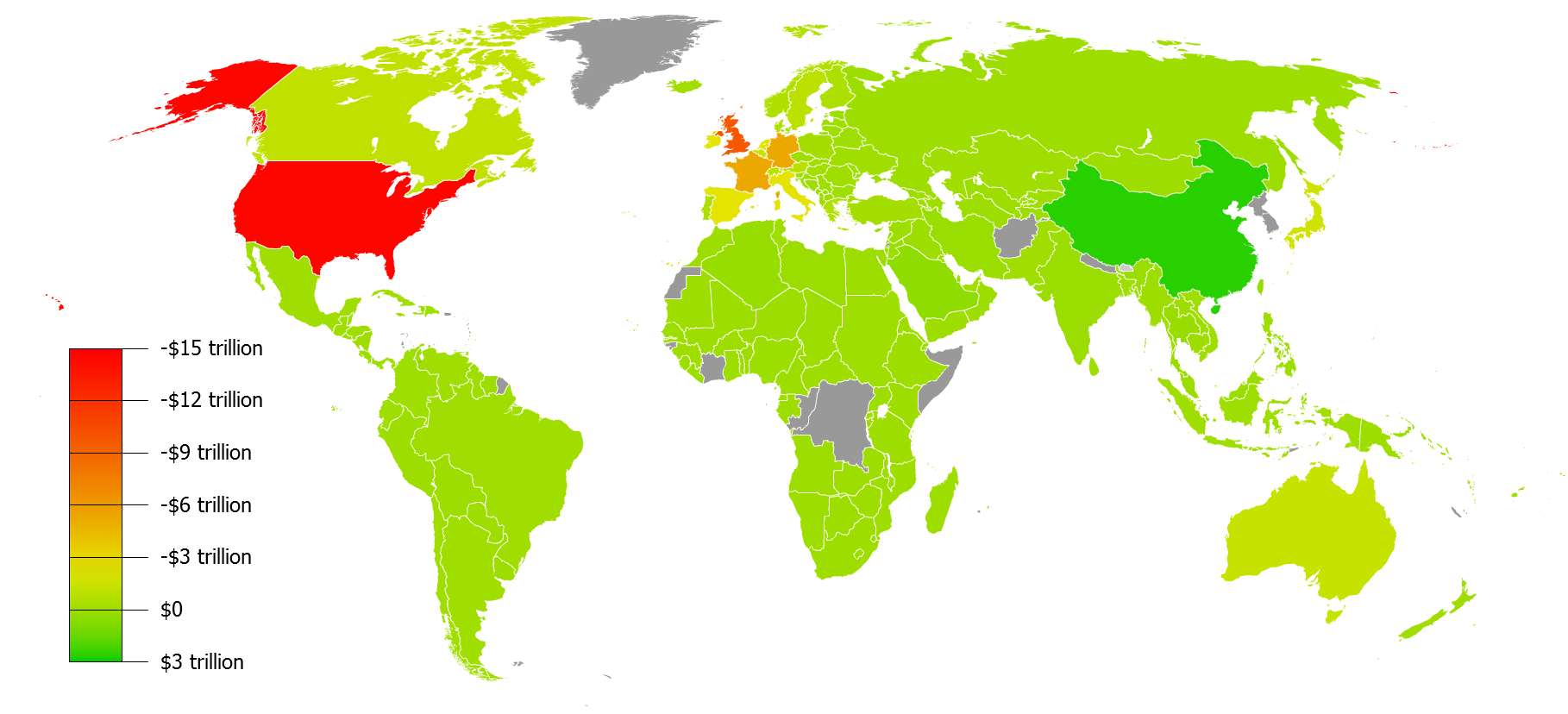
Mapa de países por reservas en moneda extranjera y oro menos la deuda externa sobre la base de datos de 2010 de la CIA Factbook

Registra la variación de los activos financieros con el exterior. Por tanto recoge los flujos financieros entre los residentes de un país y el resto del mundo. Las diferentes rúbricas de la cuenta financiera recogen la variación neta de los activos y pasivos correspondientes.
- Inversiones directas.
- Inversiones en cartera.
- Otras inversiones.
- Instrumentos financieros derivados.
- Variación de activos de reserva.

"La cuenta financiera nos va a reflejar por tanto si somos nosotros los que estamos prestando dinero al resto del mundo o sí por el contrario ellos nos prestan a nosotros"

### Cuenta de errores y omisiones
La cuenta de errores y omisiones abarca lo que se conoce como el capital indeterminado, es un ajuste por la discrepancia estadística de todas las demás cuentas de la balanza de pagos. 
Se trata pues de un ajuste por omisión más que por error, siendo además estos créditos comerciales a corto plazo la parte cuantitativamente más destacable de dichas omisiones. Hay que aclarar que son precisamente las omisiones, que no tanto los errores, los que mayor vínculo mantienen con otras variables macroeconómicas (como los tipos de interés o los tipos de cambio) por lo que su evolución se puede determinar a partir de las fluctuaciones de aquellas.
El sistema de anotación de la balanza de pagos es de partida doble, es decir, cada anotación tiene su contrapartida, por lo que si la información estadística es correcta el saldo es cero, en la práctica no es así, por lo que, debido a las deficiencias en los sistemas de información, resulta necesario utilizar esta partida para corregir las diferencias. Este renglón de la balanza de pagos establece las correcciones para determinar el saldo ajustado.

## Significado de los saldos de la balanza de pagos
La balanza de pagos, si bien está equilibrada a nivel agregado, no tiene por qué estarlo a nivel interno. Pueden existir y de hecho existen desequilibrios entre las diferentes cuentas que afecten directamente a la economía de un país.
Los saldos de los distintos componentes de la balanza de pagos aportan información acerca de la situación de un país con respecto al exterior, con objeto de proporcionar una fundamentación a su política económica.
Con este objeto, se toman determinadas partes de la balanza de pagos con contenido económico para interpretar su saldo, algunos de los más utilizados son:
- Saldo comercial, la diferencia de valor entre las importaciones y exportaciones de bienes, nos dice hasta qué punto las exportaciones financian las importaciones.
- Saldo de bienes y servicios, es la diferencia de exportación y la importación de las correspondientes balanzas comercial y de servicios. La tercerización de algunas economías hace que sea necesario recurrir a este indicador.
- Saldo de cuenta corriente, es la diferencia de ingresos y pagos de la balanza comercial, de servicios, de renta, y de transferencias corrientes. Expresa si un país ha gastado o no más de lo que su capacidad de renta le permite, por lo que tiene que acudir bien a préstamos o a reducciones de activos en el exterior.

Cuando un país compra más de lo que vende tiene que financiar la diferencia con préstamos; por el contrario, si vende más de lo que compra, puede prestar a otros con el excedente generado. Este principio es una característica de la balanza comercial.
Por este motivo, si existe un déficit en la balanza por cuenta corriente y en la de capital, tendremos que tener un superávit en la balanza financiera.
El Banco central reduce sus reservas de divisas cuando la balanza de pagos presenta un déficit. Lo contrario sucede cuando ésta presenta un superávit.

## La balanza de pagos y la residencia
A efectos de balanza de pagos se consideran residentes de un país las personas que tienen su residencia habitual en el mismo, y así no son residente ni los turistas ni el personal diplomático y consular extranjero. Tratándose de empresas, se consideran nacionales a efectos de balanza de pagos las domiciliadas en el mismo, aunque fuesen filiales de sociedades extranjeras.

## La balanza de pagos en España
En España, el Real Decreto del ministerio para las Administraciones Públicas 1651/1991, de 8 de noviembre, encomendó al Banco de España la elaboración de la balanza de pagos. Dicha elaboración se realizará conforme a las normas establecidas en el Sexto Manual de Balanza de Pagos y Posición de Inversión Internacional del Fondo Monetario Internacional (MBP6), que entró en vigor en Europa en
2014. Durante los últimos años, la elaboración de la balanza de pagos ha venido encontrando las dificultades de elaboración propias de la liberalización del comercio y la supresión de aduanas.